# NSU 9/22 PS
Der NSU 9/22 PS war ein PKW der Mittelklasse, den die Neckarsulmer Fahrzeugwerke Aktiengesellschaft in den Jahren 1911 bis 1912 bauten. Er war der Nachfolger des Modells 9/18 PS.
Der wassergekühlte Motor war ein Vierzylinder-Blockmotor, weiterhin mit einem Hubraum von 2208 cm³ (Bohrung × Hub = 75 × 125 mm), der aber nun 22 PS (16 kW) bei 1400/min leistete. Dieser Motor hatte eine dreifach gelagerte Kurbelwelle, eine Doppel-Magnetzündung, eine Druckumlaufschmierung und stehende Ventile in einem T-Zylinderkopf. Der 50 l große Kraftstofftank lag hinten. Der Kraftstoff wurde durch die Auspuffgase nach vorne in den Vergaser gefördert. Die Motorkraft wurde über eine Lamellenkupplung im Ölbad, ein Dreiganggetriebe mit rechts angebrachter Kulissenschaltung und eine Kardanwelle auf die Hinterräder übertragen. Der Radstand der Wagen war um 450 mm auf  3100 mm gewachsen, ihre Spurweite betrug unverändert 1300 mm. Das Gewicht des Fahrgestells war auf 1300 kg gewachsen. Die Höchstgeschwindigkeit lag bei etwa 65 km/h.
Im Jahre 1912 kam das stärkere Modell NSU 9/27 PS dazu. Sein Zylinderkopf war in L-Form, anstatt in T-Form ausgeführt und die Leistung des Motors stieg auf 27 PS (20 kW).
Bereits 1911 löste der 8/24 PS diese Modelle ab.